# 谢家滩乡
谢家滩乡，是中华人民共和国青海省海东市化隆回族自治县下辖的一个乡镇级行政单位。

## 行政区划
谢家滩乡下辖以下地区：
谢家滩村、工扎村、拉扎村、要隆村、卡昂村、朱家湾村、九道湾村、吊沟村、丁家湾村、尔多其那村、韩家窑村、牙合村、马塘村、合群村、下河滩村、阴坡村、西门泉村和卷坑村。